# Chaqabol
Chaqabol (persiska: چُغا بُل, چَقابَل, چُقا بُل, چَقابُل, چقابل, Choghā Bol, رَحمان, رَحمانِ بَرخوُرداری, رحمان) är en ort i Iran.   Den ligger i provinsen Lorestan, i den västra delen av landet, 500 km sydväst om huvudstaden Teheran. Chaqabol ligger 1 091 meter över havet och antalet invånare är 4 801.
Staden är administrativt centrum för delprovinsen (shahrestan) Rumeshkan.
Terrängen runt Chaqabol är varierad. Runt Chaqabol är det ganska tätbefolkat, med 52 invånare per kvadratkilometer. Närmaste större samhälle är Darreh Shahr, 19,3 km sydväst om Chaqabol. Omgivningarna runt Chaqabol är i huvudsak ett öppet busklandskap.